# Trapaceae
Trapaceae is een botanische naam, voor een familie van tweezaadlobbige planten. Een familie onder deze naam wordt met enige regelmaat erkend door systemen van plantentaxonomie, maar niet door het APG-systeem (1998) of het APG II-systeem (2003), die de betreffende planten indelen bij de kattenstaartfamilie (Lythraceae).
In het Cronquist-systeem (1981), is de plaatsing in de orde Myrtales.
Het gaat dan om een kleine familie van een paar dozijn soorten, waarvan in Nederland de waternoot (Trapa natans) voorkomt.